# Aphrophora impressa
Aphrophora impressa is een halfvleugelig insect uit de familie Aphrophoridae. De wetenschappelijke naam van deze soort is voor het eerst geldig gepubliceerd in 1934 door Metcalf & Horton.